# Orivisión TV
Orivisión TV (u Orivisión Televisión, y abreviadamente OTV) es una televisora local en Altagracia de Orituco, capital del Municipio José Tadeo Monagas, del estado Guárico, Venezuela; que transmite en televisión abierta por el canal 17, y por suscripción a través de Cable Imagen de la Corporación Altagracia Satelital por el canal 16. Su actual presidente es Yohan Marín.
Actualmente, en la programación de Orivisión TV, la cual se encuentra algo decaída, se transmiten caricaturas y películas para cubrirla. En el espacio publicitario, se emiten comerciales de distintos establecimientos y negocios de la población; también propagandas políticas correspondientes en tiempos electorales y, de vez en cuando, reposiciones de algunos programas.

## Programación
Orivisión TV tenía una programación activa. Se transmiían programas variados, entre políticos, culturales, religiosos, educativos y deportivos, así como espacios informativos y mensajes navideños.
También transmitía programas de figuras políticas y miembros de la alcaldía del municipio Monagas, Guárico, en reposiciones, en los que destacan: De Corazón por Monagas de la exalcaldesa Tania Sierra; La Hora de los CLAP del GMAS (Gran Misión Abastecimiento Soberano) municipal, primeramente conducido por Juan Bándres, y luego por Pedro Solórzano, actual alcalde del municipio; y Al Calor del Pueblo del Movimiento Somos Venezuela.
Así mismo, se encargaba de transmitir misas que se realizaban en la localidad, como las del patrono del municipio San Miguel Arcángel, de San Juan Bautista, en honor a José Gregorio Hernández, entre otras festividades.
También ha hecho cobertura de distintos eventos que se han realizado en la localidad, tales como desfiles, marchas, recorridos, actividades políticas culturales, religiosas, educativas, deportivas, etc.

#### Durante la pandemia de COVID-19
Al llegar la pandemia del coronavirus a Venezuela, en marzo de 2020, Orivisión comenzó a darle cobertura a la prevención del virus, así como a las autoridades encargadas en este asunto.
De igual forma, reforzó su cobertura, en conjunto con las emisoras de radio de la población, con la transmisiones de las misas, ya que ante el confinamiento las personas no podían asistir a los templos.
A pesar de la pandemia, Orivision a seguido emitiendo sus espacios televisivos, sin embargo, su programación ha decaído.
Cabe mencionar que uno de los motivos de la decaída en la programación de Orivisión, sería porque el canal tarda en transmitir los programas grabados, como por ejemplo con el programa Altagracia Cuenta y Canta, que sus conductores decidieron dejar la televisora, en 2021, para seguir con su espacio en la emisora Onda 95.9 FM, ubicada en la localidad.

### Eslóganes
- Hasta 2017: Dejando Huellas
- 2017-actualidad: Somos Tu Imagen .